# Platygaster bureschi
Platygaster bureschi är en stekelart som beskrevs av Szabó 1959. Platygaster bureschi ingår i släktet Platygaster och familjen gallmyggesteklar. Inga underarter finns listade i Catalogue of Life.